# 神明社 (東久留米市中央町)
神明社（しんめいしゃ）は、東京都東久留米市にある神社である。旧南沢村の字、神明山地区の鎮守である。

## 歴史
由緒などについては『新編武蔵風土記稿』に記載がないため不明である。別当寺は仲丸山聖天院観音寺と伝えられている。

## 境内

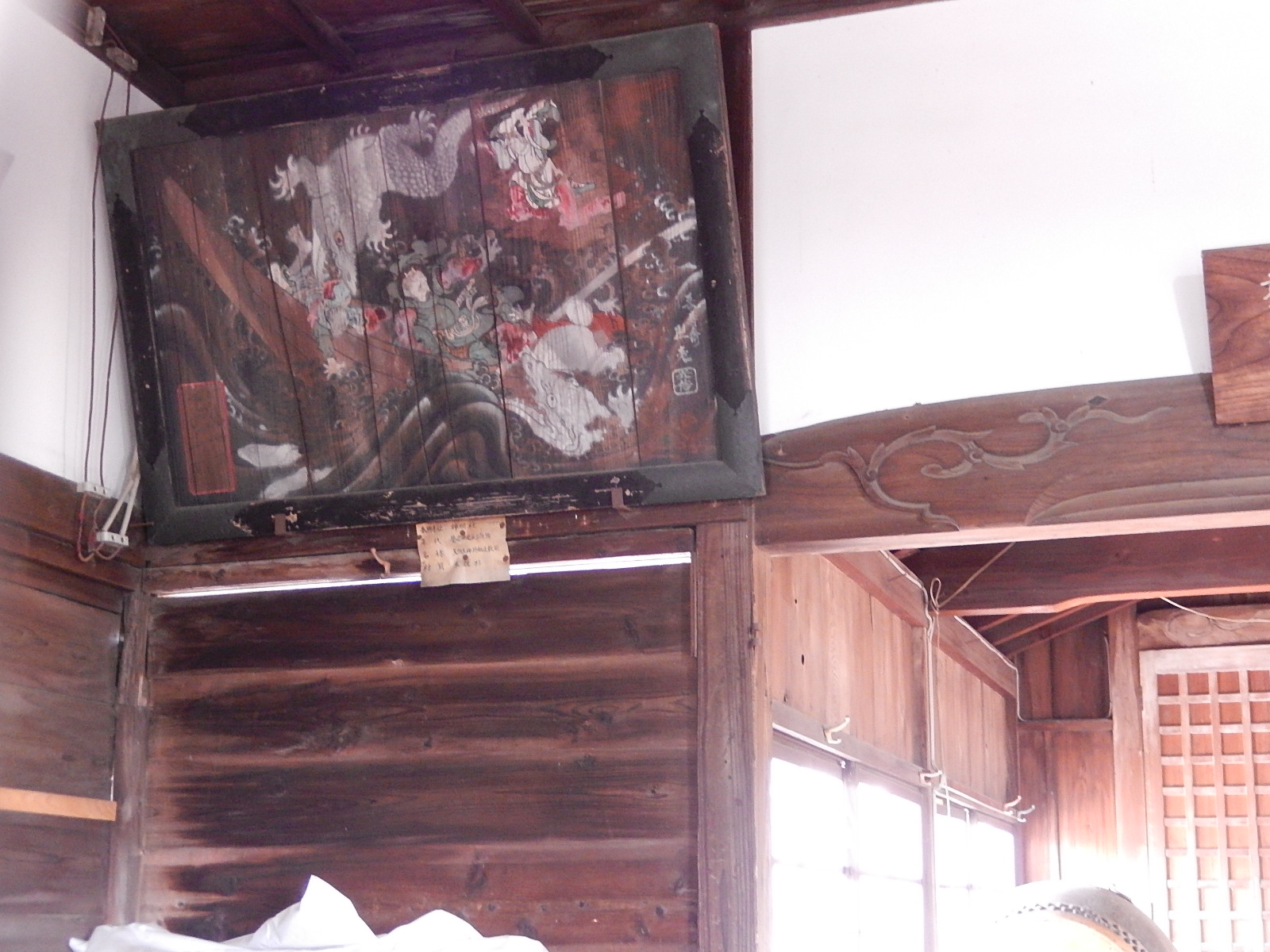
東久留米市　神明社　絵馬　神風の図

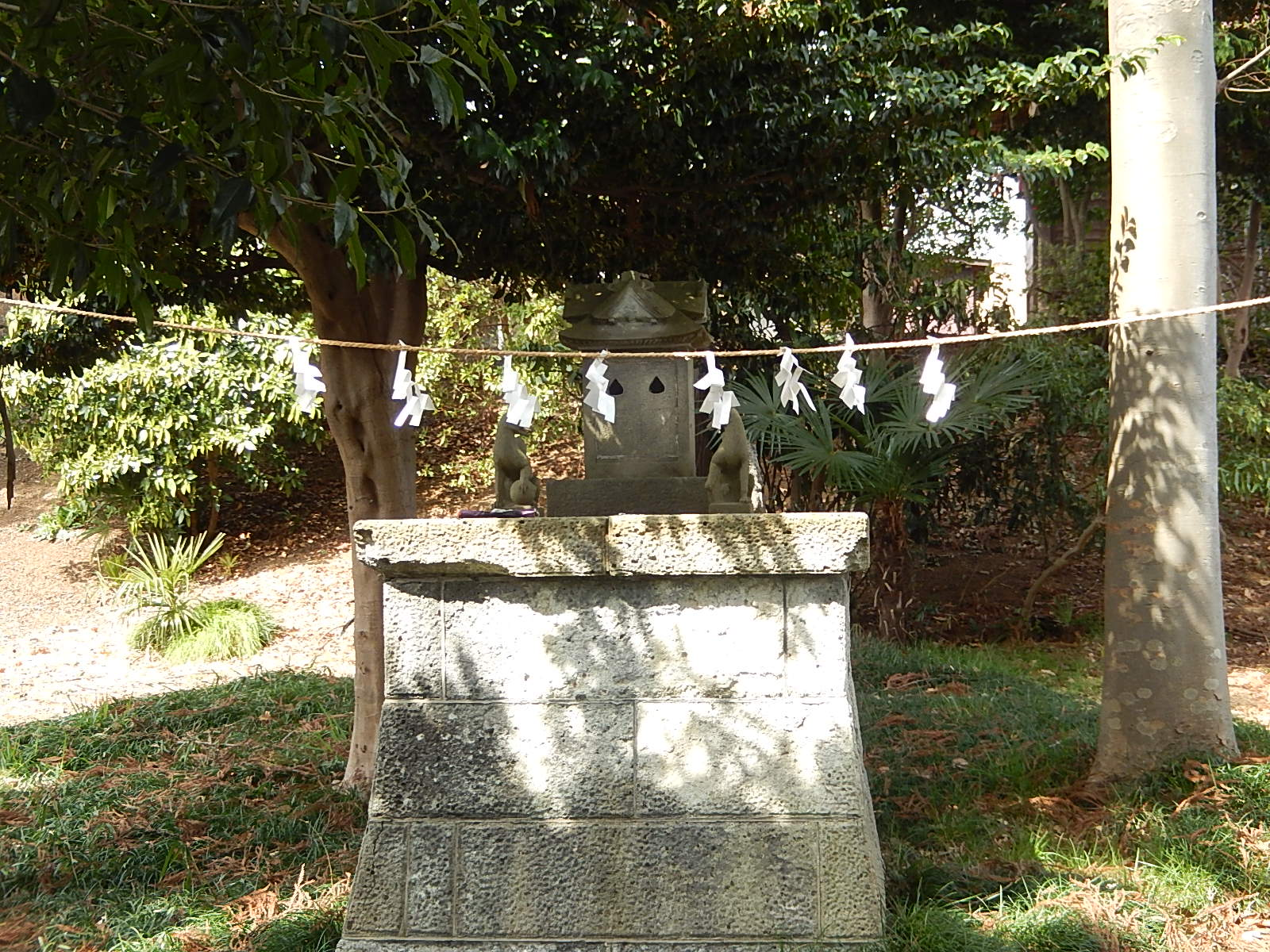
東久留米市　神明社　稲荷社

本殿覆屋内には、見世棚造り一間社流造の小社が安置されている。向拝柱と身舎柱を繋ぐ海老棟梁や頭貫の木鼻等の絵様は江戸時代中期の様式を示している。
- 絵馬[6]
- 岩戸開きの図（明治三十六年奉納。縦48cm、横64.5cm）
- 男女三人拝み図（大正十四年四月奉納。縦36cm、横52cm）
- 神風の図（慶応四年奉納。縦76.5cm横122cm。絵師は春寿斎卍老光信）
- 稲荷社（寛政十一年銘）

### 境内社
- 境内末社
- 真姿神社（祭神：市寸島姫命）
- 稲荷神社（祭神：豊宇計姫命）
- 八幡神社（祭神：本田和計命）
- 蚕影神社（祭神：雅彦命）
- 日枝神社（祭神：大山咋命）

## 交通アクセス
- 鉄道：西武池袋線東久留米駅下車
- バス：西武バスで「神明社」バス停下車